# اسماعیل‌آباد (درودزن، شمال)
اسماعیل‌آباد یک روستا در ایران است که در دهستان رامجرد دو در شهرستان مرودشت استان فارس واقع شده‌است. اسماعیل‌آباد ۵۰۴ نفر جمعیت دارد.
روستای اسماعیل آباد علیا یا اسماعیل آباد بزرگ شناخته میشود
روستا واقع درجاده 5 کیلومتری شهر رامجرد به درودزن میباشد
از مهم ترین و سرشناس ترین قوم این روستا می‌توان قوم آشیری، کارگر و صفرزاده نام برد
شغل اصلی این روستا کشاورزی میباشد